# 콜 미 바이 유어 네임 (사운드트랙)
"Call Me by Your Name: Original Motion Picture Soundtrack"은 2017년 로맨스 드라마 영화 콜 미 바이 유어 네임의 사운드 트랙으로, 사이키델릭 퍼스, 프랑코 바띠아또, 로레타나 베르테, 반돌레로, 조르조 모로더, 조 에스포시토, F. R. 데이비드가 참여하였으며, 존 애덤스, 에릭 사티, 사카모토 류이치, 요한 제바스티안 바흐, 모리스 라벨의 음악이 사용되었다. 미국의 싱어송라이터 수프얀 스티븐스는 이 사운드트랙에서 원래 수프얀 스티븐스의 음반에 수록되어 있던 곡 'Futile Devices'의 리믹스 버전과 사운드트랙에서 처음 발매한 'Mystery of Love'까지 두 곡을 작곡하였다. 이 중 후자는 제90회 아카데미상 주제가상 후보에 올랐으며, 제61회 그래미상에서 두 개의 부문에 후보로 올랐다.

## 발매
사운드트랙은 매디슨 게이트 레코드와 소니 클래시컬에서 2017년 11월 3일 디지털로 발매하였다. 피지컬은 11월 17일에 나왔다. 'Mystery of Love'는 2017년 8월 1일에 나온 영화의 첫 트레일러에서 공개되었으며, 나폴리 국립 고고학 박물관에서의 장면이 담긴 뮤직 비디오는 2018년 1월 4일 나왔다. 축음기 음반으로는 2018년 2월 16일에 나왔다. 1000매는 한정판으로, 파란색 음반에 포스터가 포함되어 있다. "피치 시즌" 에디션은 14,999매 한정판으로, 복숭아 향기가 나는 바이닐로, 2018년 8월 3일 발매하였다.
| 전문가 평가          | 전문가 평가 |
| 평가 점수            | 평가 점수   |
| 출처                 | 점수        |
| -------------------- | ----------- |
| Consequence of Sound | B+          |
| Pitchfork            | 7.6/10      |

## 평가
사운드트랙은 음악 평단으로부터 긍정적인 평가를 받았다.

## 트랙 리스트
| #            | 제목                                                            | 작사·작곡                                       | 퍼포머                            | 재생 시간 |
| ------------ | --------------------------------------------------------------- | ----------------------------------------------- | --------------------------------- | --------- |
| 1.           | 〈Hallelujah Junction – 1st Movement〉                          | 존 애덤스                                       | 존 애덤스                         | 7:09      |
| 2.           | 〈M.A.Y. in the Backyard〉                                      | 사카모토 류이치                                 | 사카모토 류이치                   | 4:25      |
| 3.           | 〈J'adore Venise〉                                              | 이바노 포사티                                   | 로레다나 베르테                   | 4:15      |
| 4.           | 〈Paris Latino〉                                                | 카를로스 페레즈 호세 페레즈                     | 반돌레로                          | 4:01      |
| 5.           | 〈Sonatine bureaucratique〉                                     | 에릭 사티                                       | 프랭크 글레이저                   | 3:44      |
| 6.           | 〈Zion hört die Wächter singen〉 (눈 뜨라고 부르는 소리 있도다) | 요한 제바스티안 바흐                            | 알레시오 백스                     | 5:10      |
| 7.           | 〈Lady Lady Lady〉                                              | 조르조 모로더 키스 포시                         | 조르조 모로더 조 에스포시토       | 4:15      |
| 8.           | 〈Une barque sur l'océan〉 (거울)                               | 모리스 라벨                                     | 앙드레 라플랑트                   | 7:10      |
| 9.           | 〈Futile Devices〉 (도브맨 리믹스)                              | 수프얀 스티븐스                                 | 수프얀 스티븐스                   | 2:15      |
| 10.          | 〈Germination〉                                                 | 사카모토 류이치                                 | 사카모토 류이치                   | 2:09      |
| 11.          | 〈Words〉                                                       | 마틴 쿠퍼스미스 루이스 S. 야구다 F. R. 데이비드 | F. R. 데이비드                    | 3:27      |
| 12.          | 〈È la vita〉                                                   | 마르코 아르마니 파올로 아르메니스               | 마르코 아르마니                   | 4:11      |
| 13.          | 〈Mystery of Love〉                                             | 스티븐스                                        | 수프얀 스티븐스                   | 4:08      |
| 14.          | 〈Radio Varsavia〉                                              | 프랑코 바띠아또 지우스토 피오                   | 바띠아또                          | 4:07      |
| 15.          | 〈Love My Way〉                                                 | 존 애슈턴 팀 버틀러 리처트 버틀러 빈스 엘리     | 사이키델릭 퍼스                   | 3:33      |
| 16.          | 〈Le Jardin féerique〉 (어미 거위 모음곡)                       | 모리스 라벨                                     | 벌레리어 세르반스키 로널드 카바예 | 3:02      |
| 17.          | 〈Visions of Gideon〉                                           | 스티븐스                                        | 수프얀 스티븐스                   | 4:08      |
| 총 재생 시간 | 총 재생 시간                                                    | 총 재생 시간                                    | 총 재생 시간                      | 71:08     |

## 차트
| 차트                                   | 최고 순위 |
| -------------------------------------- | --------- |
| 벨기에 음반 차트 (울트라톱 플랑드르)   | 46        |
| 벨기에 음반 차트 (울트라톱 왈로니아)   | 190       |
| 프랑스 음반 차트 (SNEP)                | 186       |
| 이탈리아 컴필레이션 음반 차트 (FIMI)   | 5         |
| 가온 국외 차트                         | 28        |
| 스위스 음반 차트 (슈바이처 히트파라데) | 76        |
| 영국 사운드트랙 음반 차트 (OCC)        | 11        |
| 미국 사운드트랙 음반 차트 (빌보드)     | 14        |
| 미국 바이닐 음반 차트 (빌보드)         | 10        |